# Panenka (film)
Panenka (cunoscut în Marea Britanie ca The Doll sau Robot-Girl Nr. One) este un film cehoslovac alb-negru din 1938 regizat de Robert Land și produs de Metropolitan Film. Scenariul este scris de Jan Grmela.

## Fundal
Este ultimul film cunoscut al regizorului Robert Land. În continuare biografia sa este neclară. Potrivit unor surse, el a emigrat cu soția sa Irma (cu care s-a căsătorit la Viena în 1923) la Paris în 1938, după alte surse, a fost arestat, închis sau ucis în 1939 după ocupația Cehoslovaciei. Alte surse indică faptul că el a murit din cauze naturale în orașul său natal, Kromeriz, în 1942.

## Distribuție
- Ferenc Futurista
- Milada Gampeová
- Jirí Dohnal
- Vera Ferbasová
- Josef Gruss
- Milka Balek-Brodská
- Zdenek Hora
- Ljuba Hermanová
- Svetla Svozilová
- Stanislav Neumann
- Rudolf Macharovsky
- Eman Fiala
- Mána Hanková
- Theodor Pistek
- Frantisek Kreuzmann
- Jan W. Speerger
- Gabriel Hart
- Alois Dvorský
- Jirí Hron
- Josef Príhoda